# Клан Макалистер
Макалистер — один из кланов горной части Шотландии. Является ответвлением более крупного клана Макдональд.

## Происхождение клана
Клан ведет своё происхождение от Аласдара Мора (Alasdair Mor), сына короля Дональда, одного из внуков Сомерледа. К Сомерледу возводят свои родословные также клан Мак-Дугал и клан Мак-Дональд.

## История
Макалистер оформился как отдельный клан в конце XV века. Первый предводитель клана — Айн Дув (Iain Dubh, «Черный Джон»), жил в Ардпатрике, Южный Напдайл.
Небогатые владения клана в основном располагались в Кинтайре. Главной ветвью клана считались Макалистеры оф Луп (MacAlisters of Loup). В 1540—1572 гг. клан Макалистер деятельно поддержал ирландцев Ольстера в борьбе с английскими захватчиками. В те годы шотландцы с островов часто сражались под знамёнами Сорли-Боя Мак-Доннелла (Sorley Boy MacDonnell). В 1571—1572 гг. отряды шотландских горцев были разбиты английской армией. В записках о той войне фигурирунт Оуэн Мак-Оуэн Макалистер, лорд Луп. Вероятно, то был сын Александра Макалистера оф Луп. Вождь (чиф) клана Джон был убит в 1572 г. — и ему наследовал сын Александр…
В суровые годы Английской революции, ввергшей Англию и Шотландию в жестокую Гражданскую войну, Макалистеры единодушно поддержали маркиза Монтроза (Montrose) — за единственным, впрочем, исключением своего чифа, сохранившего нейтралитет, поскольку он был женат на дочери ковенантера графа Аргайла (Earl of Argyll). В 1647 г. много Макалистеров было перебито людьми генерала Лесли (Leslie) в злосчастной битве у Данверти-Кип (Dunaverty Keep). Немало было Макалистеров и в составе Шотландской армии, двинувшейся в 1650 г. на Англию — в защиту короля Карла I Стюарта.
Несколько Макалистеров, побеждённых и сдавшихся в плен в ходе Ворчестерской битвы, были в 1651 г. выселены Оливером Кромвелем в Новую Англию, положив начало американской диаспоре клана…
Якобитские войны 1689—1746 гг. раскололи клан Макалистер. Притом, что тогдашний чиф Александр оф Луп был доблестным якобитом, участником множества битв за дело Стюартов. В итоге, его имения были конфискованы победителями англо-ганноверцами.